# 小次郎 (格闘家)
小次郎（こじろう）は、日本の男性元キックボクサー。東京都出身。元WMC世界ウェルター級王者。本名は宮園 泰人（みやぞの やすと）。引退後は本名で活動している。NITOH株式会社代表取締役。

## 来歴

### 青年時代
世田谷区立弦巻中学校及び世田谷学園高校出身で、棟田康幸と同期だった。講道学舎で柔道を学び、中学時代には全国中学生選手権で優勝した。しかし、次第に周囲からの重圧や柔道が「やるもの」から「やらされるもの」に変わってくると、柔道を続けることを断念した。

### プロ転向
ウィラサクレックムエタイジムに所属し、NJKFの選手としてプロキックボクサーとしてデビュー。2001年10月10日にタイでWMC世界ジュニアウェルター級王座決定戦に臨む。当初はモッエック・ムアンシーマー（タイ/同級王者）が相手だったが、直前にテイキュウ・ソーウボンラックに変更になった。試合は2Rに小次郎がパンチによるダウンを奪い優勢だったが、続く3Rにテイキュウが戦意喪失とみなされ無効試合扱いになった。同年11月30日、タイのサムロンスタジアムにおいて行われたWMC世界ウェルター級タイトルマッチで1RKO勝ちし、新王者になる。2002年5月12日にはスイット・ウォースティラ（タイ/同級6位）を1R2:37KO（左膝蹴り）で仕留め、同王座防衛に成功。

### フリー転向
2005年6月18日に新田明臣の持つIKUSA U-70戦王王座に挑戦。5R判定（3-0）で下し、第2代戦王になる。しかし、試合後のインタビューで本人はK-1制覇の夢を公言し、王座返上を表明する。
2005年11月5日、K-1 FIGHTING NETWORK KOREA MAX 2005で行われたアジアトーナメント1回戦でキム・セギに勝利したものの、母親の危篤を受け2006年2月25日の準々決勝を欠場した。
以降プロキックボクシングを事実上引退し、2006年6月に不動産会社を設立。

## 戦績　２４戦１７勝５敗２無効試合
| 勝敗 | 対戦相手                       | 試合結果                                    | 大会名                                                                                   | 開催年月日     |
| ○    | キム・セギ                     | 3R終了 判定3-0                              | K-1 FIGHTING NETWORK KOREA MAX 2005 【アジアトーナメント 1回戦】                         | 2005年11月5日  |
| －   | ダリウス・スクリアウディス     | 2R 1：29 無効試合（バッティングによる負傷） | ZST BATTLE HAZARD 02【K-1ルール】                                                        | 2005年9月10日  |
| ○    | 新田明臣                       | 5R終了 判定3-0                              | IKUSA GP -U60 SUPERSTAR☆Z TOURNAMENT -Opening Stage- 【IKUSA-U70戦王タイトルマッチ】     | 2005年6月18日  |
| ×    | 小比類巻貴之                   | 2R 1:13 KO（2ノックダウン：右フック）       | K-1 WORLD MAX 2005 〜日本代表決定トーナメント〜 【準決勝】                               | 2005年2月23日  |
| ○    | TOMO                           | 3R終了 判定3-0                              | K-1 WORLD MAX 2005 〜日本代表決定トーナメント〜 【1回戦】                                | 2005年2月23日  |
| ○    | ベン・バートン                 | 3R終了 判定3-0                              | XPLOSION SUPER FIGHT K-1 CHALLENGE 2004                                                  | 2004年12月18日 |
| ×    | マイク・ザンビディス           | 1R 2:21 KO（右フック）                      | K-1 WORLD MAX 2004                                                                       | 2004年10月13日 |
| ○    | シャノン・F16・フォレスター    | 5R終了 判定3-0                              | SHOOT BOXING 2004 Infinity-S Vol.2                                                       | 2004年4月18日  |
| ×    | ダニエル・ドーソン             | 3R終了 判定0-2                              | K-1 WORLD MAX 2003 〜世界王者対抗戦〜                                                    | 2003年11月18日 |
| ○    | ナミイル                       | 2R 1:39 KO（パンチ連打）                    | FUTURE FIGHTER IKUSA 4 〜宴〜 FIREWORKS                                                  | 2003年8月30日  |
| ×    | 武田幸三                       | 3R終了 判定0-3                              | K-1 WORLD MAX 2003 〜日本代表決定トーナメント〜 【1回戦】                                | 2003年3月1日   |
| ○    | ラムナムコン・ソーランチャイ   | 5R終了 判定2-1                              | ニュージャパンキックボクシング連盟「DREAM RUSH 8」 【WMC世界ウェルター級タイトルマッチ】 | 2002年11月3日  |
| ×    | マリノ・デフローリン           | 3R終了 判定0-3                              | K-1 WORLD MAX 2002 〜世界王者対抗戦〜                                                    | 2002年10月11日 |
| ○    | オーローノー・ポームアンウボン | 5R終了 判定2-0                              | ニュージャパンキックボクシング連盟「DREAM RUSH 5」                                       | 2002年7月14日  |
| ○    | スイット・ウォースティラ       | 1R 2:37 KO（左膝蹴り）                      | ニュージャパンキックボクシング連盟「DREAM RUSH 4」 【WMC世界ウェルター級タイトルマッチ】 | 2002年5月12日  |
| ○    | 隼人                           | 3R終了 判定3-0                              | K-1 WORLD MAX 2002 〜日本代表決定トーナメント〜 【リザーブファイト】                     | 2002年2月11日  |
| ○    | 石毛慎也                       | 4R 1:39 TKO（カット）                       | ニュージャパンキックボクシング連盟 「CHALLENGE TO MUAI-THAI 7」                          | 2001年6月24日  |
| ○    | 本山大                         | 3R終了 判定3-0                              | ニュージャパンキックボクシング連盟 「CHALLENGE TO MUAI-THAI 3」                          | 2001年2月17日  |
| ○    | 木村龍介                       | 3R 1:21 KO                                  | ニュージャパンキックボクシング連盟 「MILLENNIUM WARS 5」                                 | 2000年7月7日   |
| ○    | 木村龍介                       | 1R 2:51 KO                                  | ニュージャパンキックボクシング連盟 「MILLENNIUM WARS 1」                                 | 2000年1月29日  |